# 10 noiembrie
ianuarie • februarie • martie  • aprilie  • mai  • iunie  • iulie  • august  • septembrie  • octombrie  • noiembrie  • decembrie
10 noiembrie este a 314-a zi a calendarului gregorian și a 315-a zi în anii bisecți. Mai sunt 51 de zile până la sfârșitul anului.

## Evenimente

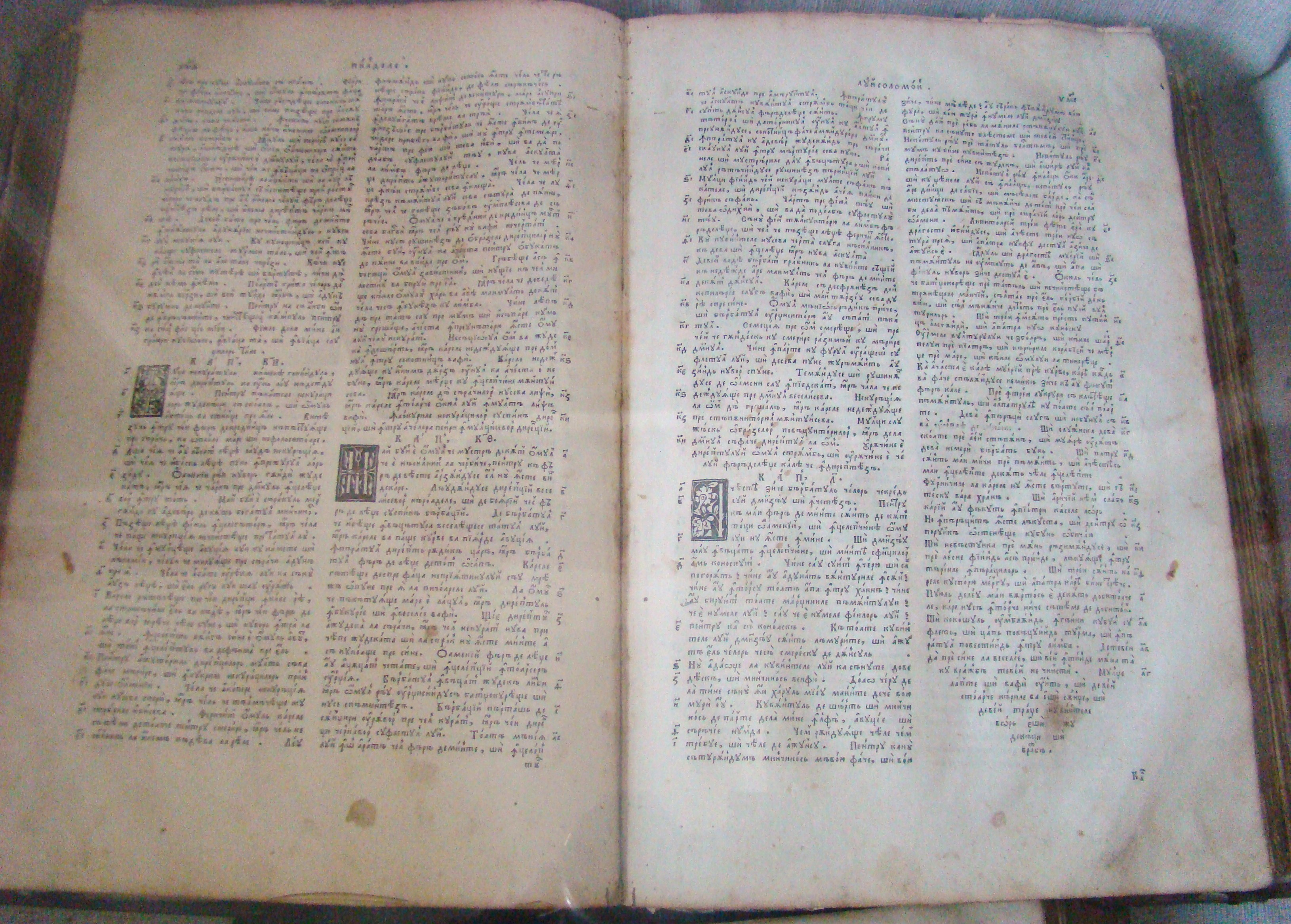
1688: S-a terminat tipărirea Bibliei în limba română. Textul a fost definitivat din inițiativa lui Șerban Cantacuzino, domnul Munteniei.

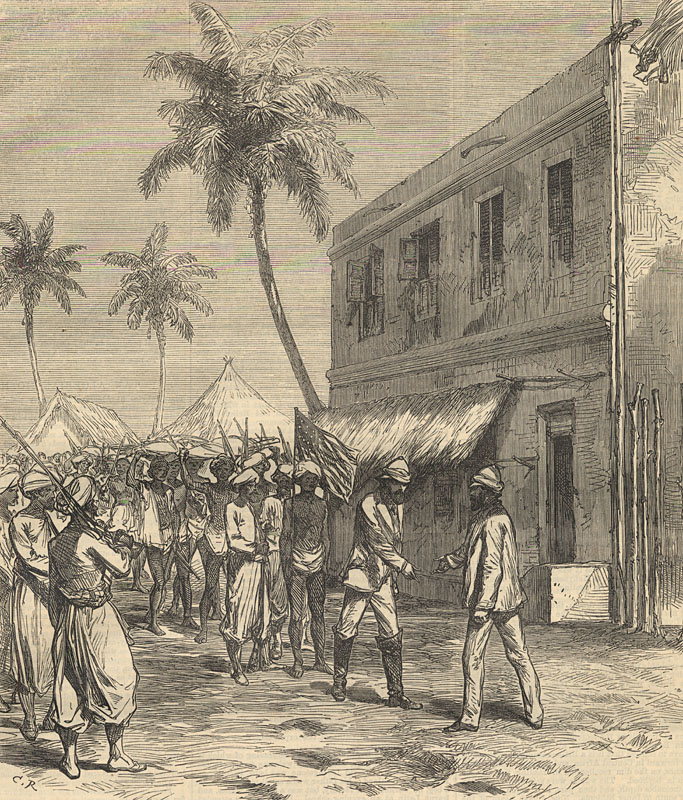
1871: Doctor Livingstone, I presume? - întâlnire între ziaristul Henry Stanley și exploratorul David Livingstone.

- 1444: Armatele otomane îi înving pe unguri în Bătălia de la Varna, consolidându-și în acest fel controlul asupra Constantinopolului și marcând începutul expansiunii otomane în Balcani.
- 1508: A apărut, din inițiativa lui Radu cel Mare (1495-1508), Liturghierul slavon, tipărit de călugărul Macarie, prima carte tipărită în Țara Românească.
- 1688: S-a terminat tipărirea Bibliei în limba română. Textul a fost definitivat din inițiativa lui Șerban Cantacuzino, domnul Munteniei.
- 1871: Pe malul de răsărit al lacului Tanganyika, ziaristul Henry Stanley, plecat din Zanzibar în căutarea exploratorului David Livingstone, despre care nu se știa nimic de mai bine de trei ani de zile, fiind considerat pierdut în teritoriile centrale ale Africii, găsește un călător istovit și fără provizii. Stanley rostește întrebarea devenită vorbă istorică: "Doctor Livingstone, I presume?". Ulterior cei doi vor explora împreună nordul Lacului Tanganyika, apoi ziaristul se va întoarce în Anglia, Livingstone îndreptându-se spre Zambia.
- 1898: Biblioteca Academiei Române a devenit bibliotecă publică pentru cercetători.
- 1916: Are loc Șarja de la Robănești (10/23 noiembrie 1916)
- 1918: Declarația de independență a Poloniei.
- 1928: A apărut la București „Kalende. Revistă lunară, literară și științifică” sub conducerea lui Vladimir Streinu, Șerban Cioculescu, Pompiliu Constantinescu ș.a.; revista a apărut până în martie 1929.
- 1928: Partidul Național-Țărănesc formează un nou guvern, condus de Iuliu Maniu.
- 1928: Împăratul Hirohito este încoronat la Tenno, după ce la 25 decembrie 1926, împăratul japonez a urcat pe tron.
- 1940: România este lovită de un cutremur cu epicentrul în Vrancea. Numărul victimelor a fost estimat la 1.000 de morți și 4000 de răniți, majoritatea în Moldova.
- 1943: Martirii din Lübeck sunt executați prin ghilotinare de autoritățile naziste.
- 1951: A fost efectuată prima convorbire telefonică la distanță, fără să fie nevoie de asistența unui operator.
- 1970: Marele Zid Chinezesc a devenit obiectiv turistic.
- 1989: Todor Jivkov a fost demis din funcția de secretar general al Partidului Comunist Bulgar, fiind înlocuit de Petăr Mladenov, un prim pas spre înlăturarea regimului comunist din Bulgaria.
- 1995: În Nigeria, dramaturgul și activistul de mediu Ken Saro-Wiwa, împreună cu alte opt persoane de la Mișcarea pentru supraviețuirea poporului Ogoni (Mosop), este spânzurat de către forțele guvernamentale.
- 2000: Republica Federală Iugoslavia este admisă oficial în Organizația pentru Securitate și Cooperare în Europa (OSCE), din care fusese suspendată în 1992.
- 2006: Se înființează la Roma Partidul Românilor din Italia (Partidul Identitatea Românească).
- 2007: Incidentul ¿Por qué no te callas? (De ce nu taci?) care a avut loc între regele Juan Carlos al Spaniei și președintele Venezuelei Hugo Chávez.
- 2008: La peste cinci luni după aterizarea pe Marte, NASA declară misiunea Phoenix încheiată, după ce comunicarea cu modulul s-a pierdut.
- 2019: Primul tur al alegerilor prezidențiale în România cu o prezență la vot de 51,19%. Din cei 14 candidați, Klaus Iohannis a obținut 37,82%, Viorica Dăncilă 22,26%, Dan Barna 15,02%, Mircea Diaconu 8,85%, Theodor Paleologu 5,72%.

## Nașteri
- 1433: Carol Temerarul, Duce de Burgundia, fiul lui Filip cel Bun (d. 1477)
- 1483: Martin Luther, scriitor și reformator religios german (d. 1546)
- 1584: Caterina a Suediei, prințesă suedeză (d. 1638)
- 1620: Ninon de Lenclos, curtezan francez (d. 1705)
- 1668: François Couperin, organist și compozitor francez (d. 1733)
- 1668: Louis, Prinț Condé (d. 1710)
- 1683: George al II-lea al Marii Britanii (d. 1760)
- 1695: John Bevis, astronom englez (d. 1771)
- 1695: Louis Armand al II-lea, Prinț de Conti (d. 1727)
- 1697: William Hogarth, pictor și gravor englez (d. 1764)

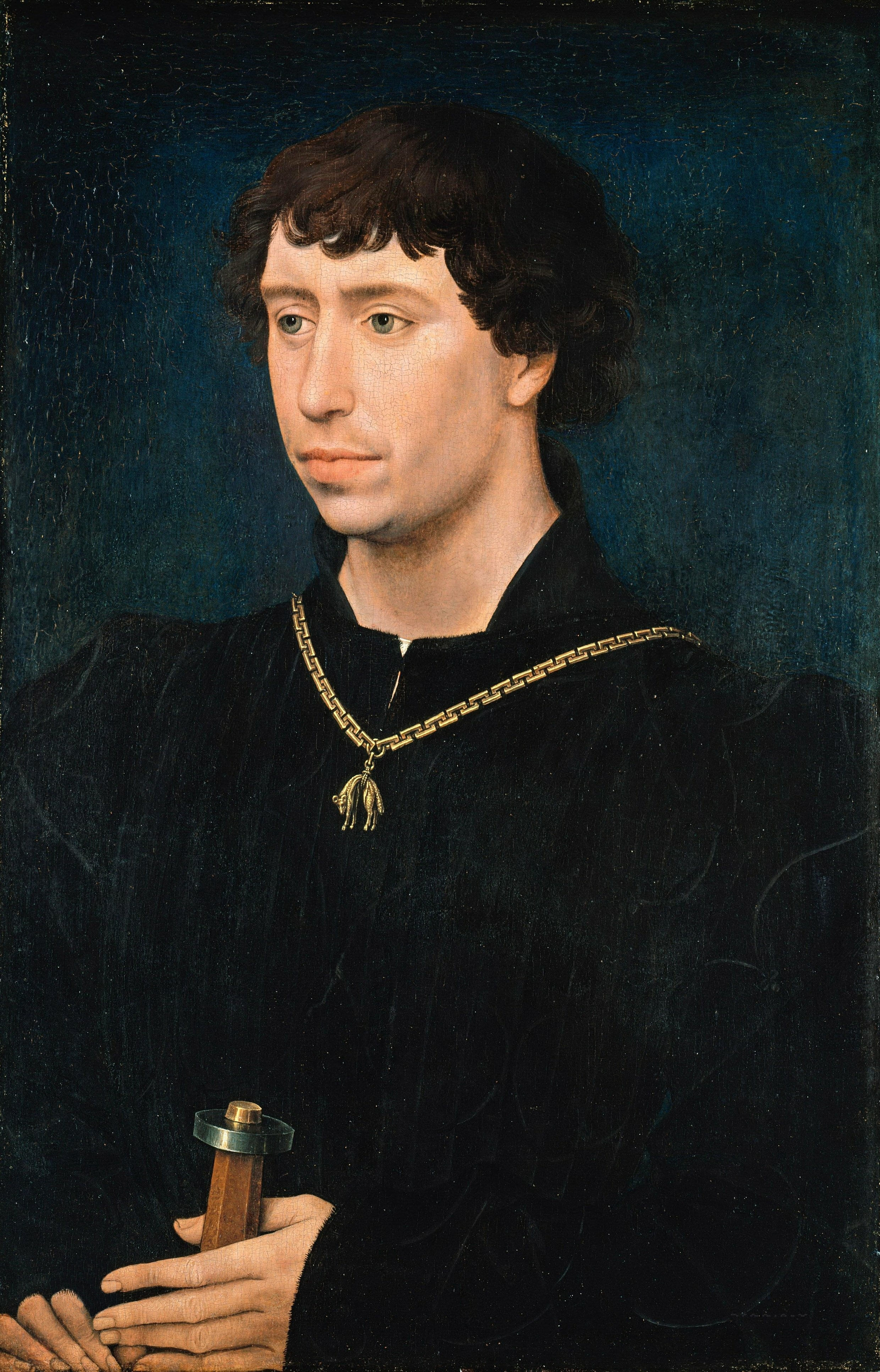
Carol Temerarul, Duce de Burgundia, fiul lui Filip cel Bun
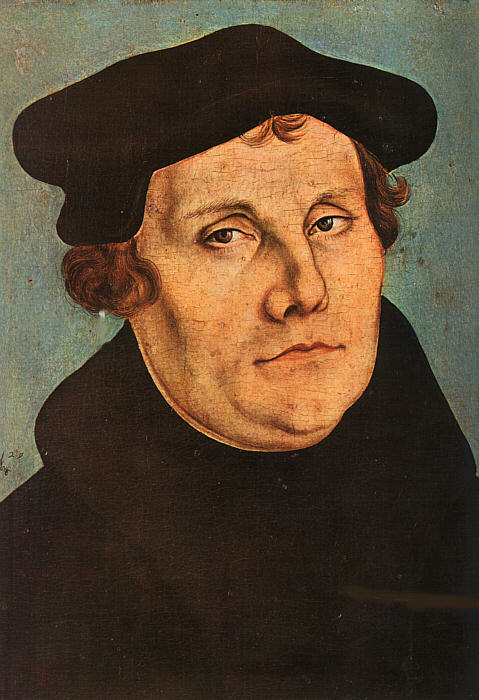
Martin Luther, scriitor și reformator religios german
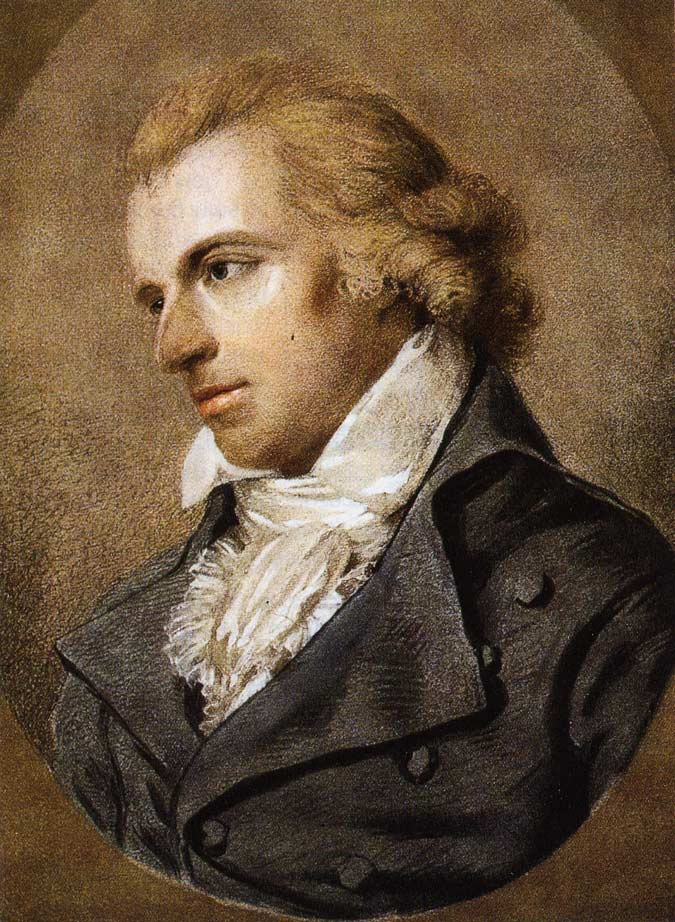
Friedrich von Schiller, poet, dramaturg și istoric german

- 1720: Honoré al III-lea, Prinț de Monaco (d. 1795)
- 1728: Oliver Goldsmith, scriitor britanic (d. 1774)
- 1759: Friedrich von Schiller, poet, dramaturg, estetician și istoric german (d. 1805)
- 1801: Samuel Gridley Howe, american, fondatorul școlii "Perkins School" pentru orbi (d. 1876)
- 1851: Waldemar Christofer Brøgger, geolog și mineralog norvegian (d. 1940)
- 1858: Heinrich al XXVII-lea, Prinț Reuss (d. 1928)
- 1870: Prințul Carlos de Bourbon-Două Sicilii (d. 1949)
- 1873: Henri Rabaud, compozitor francez (d. 1949)
- 1880: Jacob Epstein, sculptor și desenator englez (d. 1959)
- 1885: Lou Albert-Lasard, pictoriță franceză (d. 1969)
- 1885: Zofia Nałkowska, scriitoare poloneză (d. 1954)
- 1887: Arnold Zweig, scriitor german (d. 1968)
- 1889: Claude Rains, actor englez (d. 1967)
- 1905: Louis Harold Gray, fizician și radiolog britanic, fondatorul radiobiologiei (d. 1965)
- 1907: Mihail Fărcășanu, politician și scriitor român (d. 1987)
- 1911: Harry Andrews, actor englez (d. 1989)
- 1918: Ernst Otto Fischer, chimist german, laureat Nobel (d. 2007)
- 1919: Mihail Kalașnikov, general rus, proiectant de arme de foc (d. 2013)
- 1925: Richard Burton, actor britanic (d. 1984)
- 1925: Nicolae Militaru, general și politician român (d. 1996)
- 1927: Nicolae Florei, unul dintre soliștii de marca ai Operei Naționale Române (d. 2000)
- 1928: Ennio Morricone, compozitor de film italian (d. 2020)
- 1932: Ștefan Cazimir, istoric literar, eseist român (d. 2021)
- 1932: Roy Scheider, actor american (d. 2008)
- 1933: Elena Bontea, pictoriță și critic de artă din Republica Moldova
- 1934: Ovidiu Genaru, poet, dramaturg, prozator român

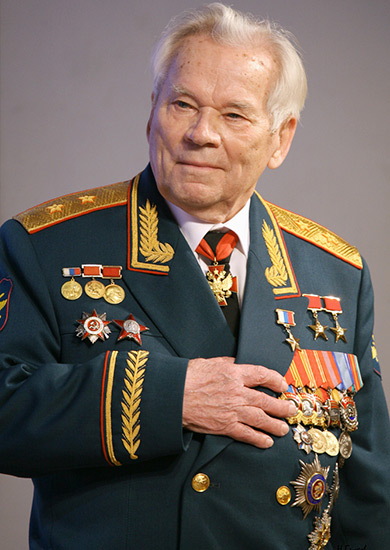
Mihail Kalașnikov, general rus, proiectant de arme de foc
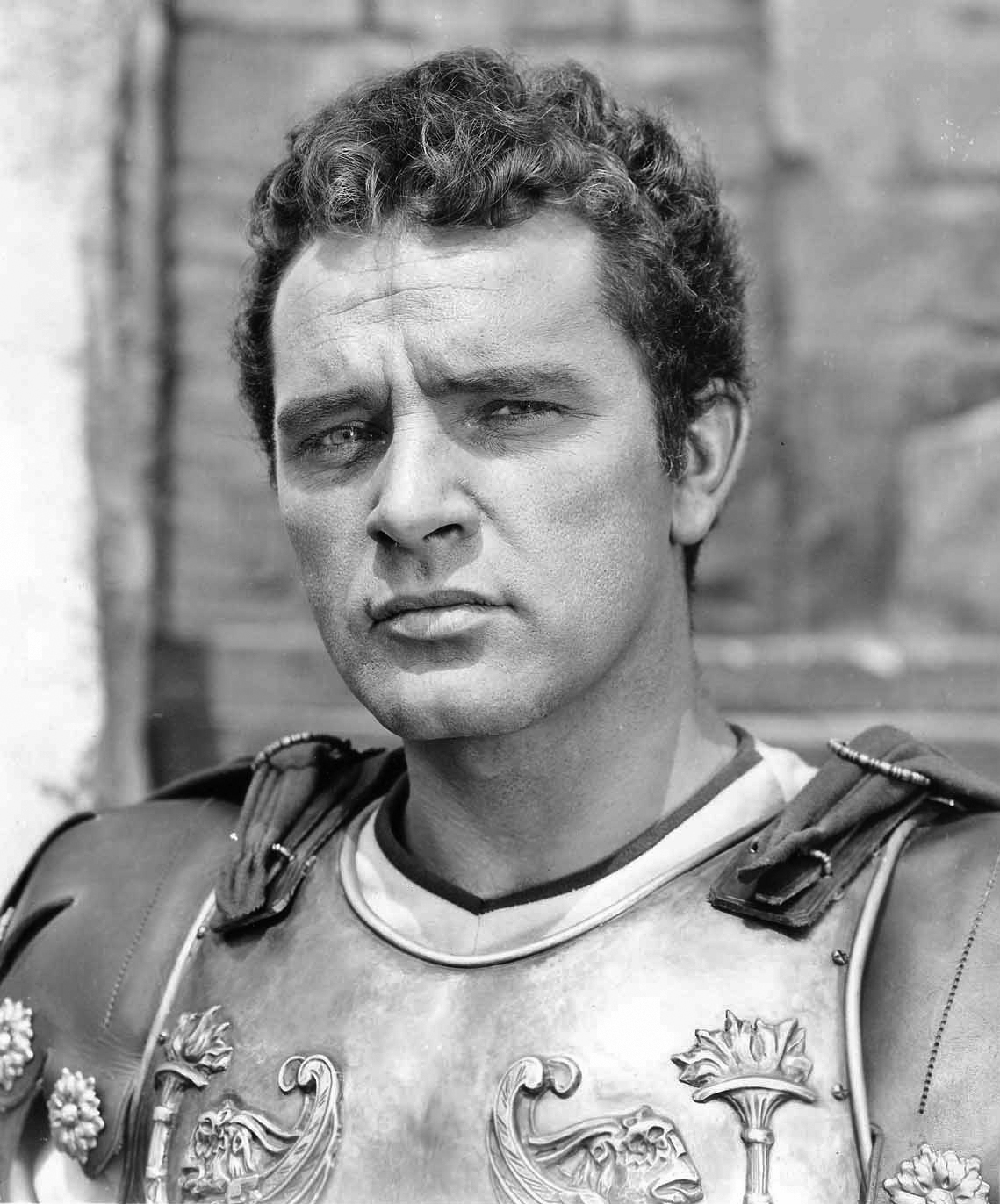
Richard Burton, actor britanic
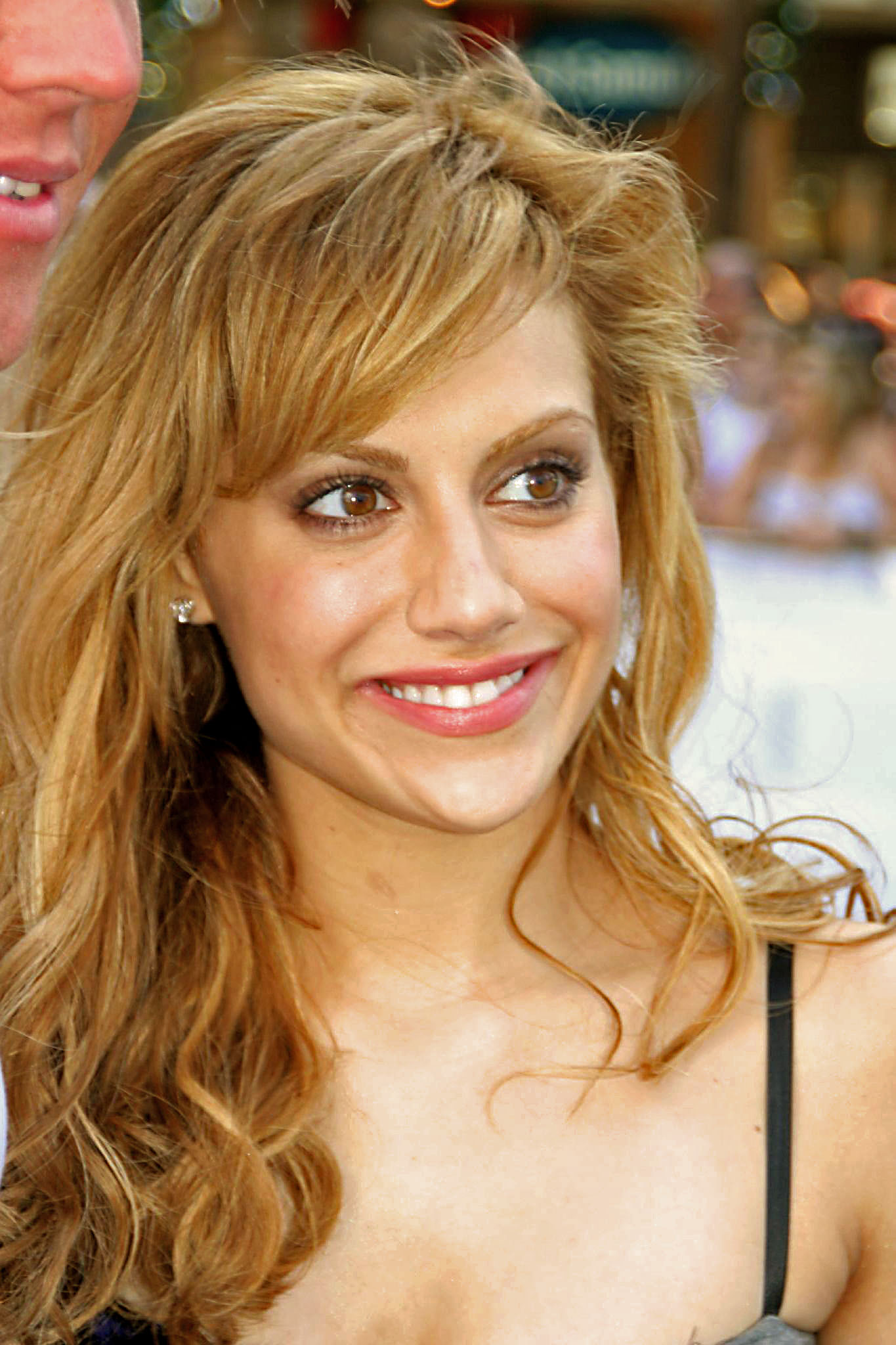
Brittany Murphy, actriță americană

- 1937: Ioana Bantaș, poet român (d. 1987)
- 1939: Ioan Neacșu, eseist, critic literar român
- 1939: Russell Means, actor american de origine indiană (d. 2012)
- 1940: Tudor Mărăscu, regizor român de teatru și film (d. 2012)
- 1942: Dan Cristea, critic literar român
- 1942: Vsevolod Gavrilov, actor din Republica Moldova (d. 2020)
- 1943: Radu Ceontea, politician român (d. 2006)
- 1944: Askar Akaievici Akaiev, politician kirghiz, președinte al Kârgâzstanului (1990-2005)
- 1945: Thongloun Sisoulith, politician și istoric laoțian, președinte al Laosului
- 1945: George Țărnea, poet român (d. 2003)
- 1947: Greg Lake, muzician britanic (d. 2016)
- 1948: Cafuringa, fotbalist brazilian (d. 1991)
- 1951: Werner Söllner, poet român stabilit în Germania (d. 2019)
- 1954: Juan Gómez González, fotbalist spaniol (d. 1992)
- 1955: Roland Emmerich, regizor, producător german
- 1960: Neil Gaiman, scriitor SF englez
- 1963: Hugh Bonneville, actor englez
- 1963: Tanju Çolak, fotbalist turc
- 1963: Mihail Efremov, actor rus
- 1964: Titi Holban, politician român
- 1965: Eddie Irvine, pilot Formula 1 irlandez
- 1966: Gheorghe Ceaușilă, fotbalist și antrenor român de fotbal
- 1968: Ishtar Alabina, cântăreață israeliană
- 1969: Faustino Asprilla, fotbalist columbian
- 1969: Jens Lehmann, fotbalist german
- 1970: Warren G, rapper american
- 1971: Alina Gherasim, atletă română
- 1971: Magnus Johansson, fotbalist suedez
- 1973: Patrik Berger, fotbalist ceh
- 1974: Kristina Kovač, compozitoare și cântăreață sârbă
- 1977: Brittany Murphy, actriță americană (d. 2009)
- 1980: Radu Almășan, muzician român
- 1992: Enrico Berrè, scrimer italian
- 1994: Takuma Asano, fotbalist japonez
- 2001: Eleonora Gaggero, actriță italiană
- 2002: Eduardo Camavinga, fotbalist francez

## Decese
- 1241: Papa Celestin al IV-lea
- 1444: Vladislav al III-lea al Poloniei (n. 1424)
- 1495: Dorothea de Brandenburg, regină consort a Danemarcei, Suediei și Norvegiei (n. 1430)
- 1549: Papa Paul al III-lea (n. 1468)
- 1673: Mihail Korybut Wiśniowiecki, rege al Poloniei (n. 1640)

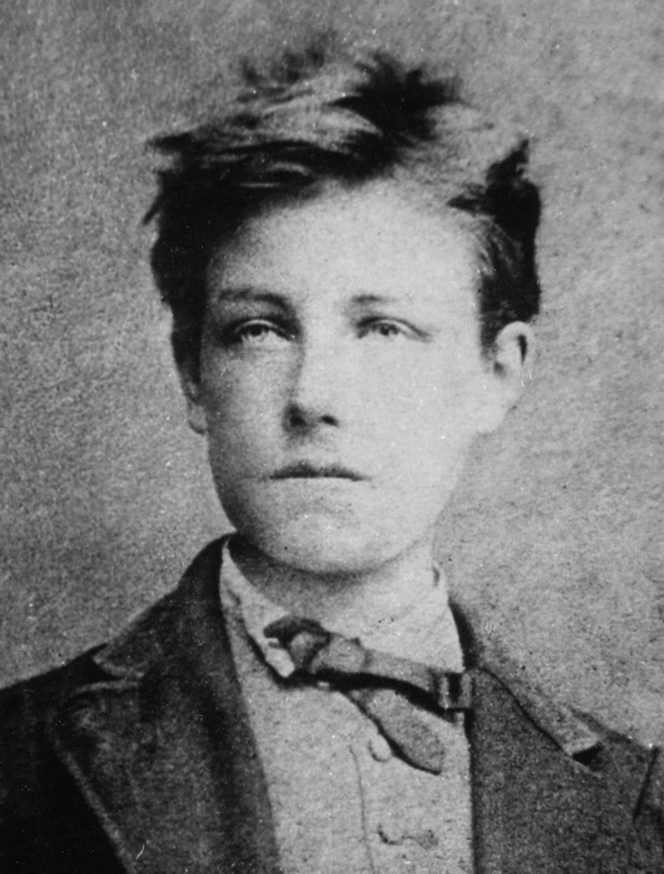
Arthur Rimbaud, poet francez
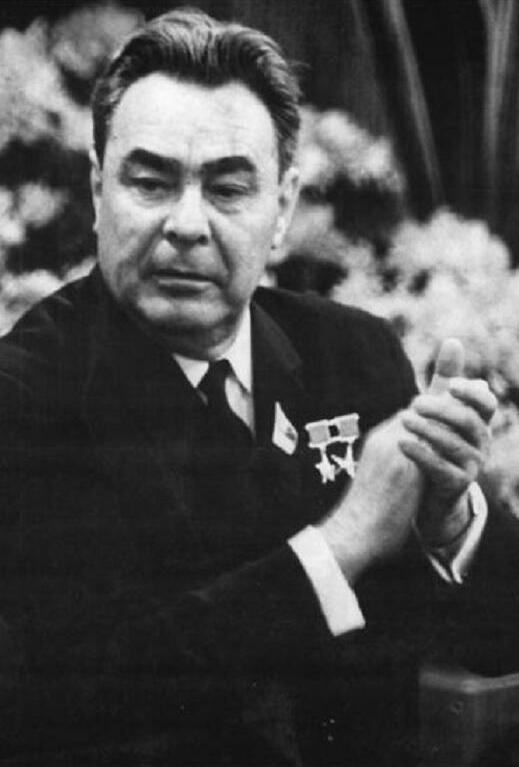
Leonid Brejnev, conducător al Uniunii Sovietice
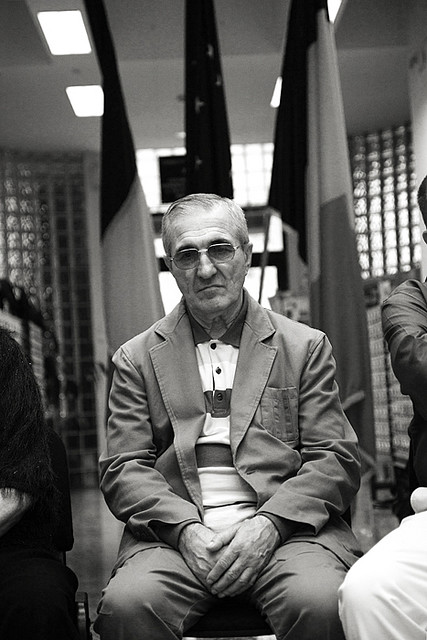
Gheorghe Dinică, actor român

- 1873: Louis Le Chatelier, chimist francez (n. 1815)
- 1891: Arthur Rimbaud, poet francez (n. 1854)
- 1895: Alexandru Odobescu, scriitor și arheolog român (n. 1834)
- 1911: Félix Ziem, pictor francez (n. 1821)
- 1937: Lev Vasilievici Șubnikov, fizician rus (n. 1901)
- 1938: Kemal Atatürk, fondatorul și primul președinte (1923–1938) al Republicii Turcia (n. 1881)
- 1940: Ilie Pintilie, activist român (n. 1903)
- 1982: Leonid Brejnev, politician rus și conducător al Uniunii Sovietice (n. 1906)
- 1984: Xavier Herbert, scriitor australian (n. 1901)
- 1992: Chuck Connors, actor american de film  (n. 1921)
- 1995: Vasile Mârza, medic, histolog și biolog român, membru al Academiei Române și fost Ministru al Sănătății (n. 1902)
- 2001: Ken Kesey, scriitor american (n. 1935)
- 2006: Jack Palance, actor american (n. 1919)
- 2007: Norman Mailer, prozator american (n. 1923)
- 2009: Gheorghe Dinică, actor român de teatru și film (n. 1934)
- 2009: Robert Enke, portar de fotbal german (n. 1977)
- 2011: Andrei Igorov, canoist român (n. 1939)
- 2015: Helmut Schmidt, fost cancelar federal al Germaniei (n. 1918)
- 2020: Vladimir Găitan, actor român de teatru și film (n. 1947)
- 2023: Mihai Timofti, regizor, actor, muzician (n. 1948)

## Sărbători
- Sfinții Apostoli Rodion, Olimp, Earst si Sosipatru; Sf. Mc. Orest (calendarul ortodox si greco-catolic)
- Sfântul Leon cel Mare, papă; Tiberiu (calendarul romano-catolic)
- România - Ziua Artileriei
- Ziua internațională a științei pentru pace și dezvoltare, organizată sub egida UNESCO
- Ziua internațională a contabilității[necesită citare][1]